# خوبستان
خوبستان یکی از روستاهای استان آذربایجان شرقی است که در دهستان گرمه جنوبی بخش مرکزی شهرستان میانه واقع شده‌است.
این روستا دارای امکاناتی از قبیل آب، برق، گاز، مدرسهٔ ابتدایی و راهنمایی، خانهٔ بهداشت، نانوایی و مسجد قدیمی و زیبا است.
از عمده‌ترین محصولات این روستا می‌توان به:
سیب گلابی زردآلو آلبالو گیلاس و گردو انگور و… اشاره کرد.
آب و هوای این روستا سرد و کوهستانی می‌باشد و منظره‌های زیبا و دیدنی برای مسافران فراهم می‌آورد.
این روستا در فصل تابستان به دلیل آب و هوای مناسب مسافران زیادی از شهر و روستاهای مختلف کشور برای گذراندن تعطیلات تابستانی به خود می‌بیند.
داشتن چشمه و جوی های افزون به زیبایی‌های روستا اضافه می‌شود
یکی از زیباترین مناظر این روستا کوه جیداقایا است که در ارتفاع ۱۸۰۰ متری از سطح دریا قرار دارد
نکته قابل توجه این روستا آب آشامیدنی آن است که از چشمهٔ قارا بلاغ واقع در ارتفاعات این روستا سرچشمه می‌گیرد و طبق آزمایشات صورت گرفته ۲۰٪‏ از آب معدنی خالص تر است.